# Víctor Cortés
Víctor Cortés (Cali, Valle del Cauca, Colombia; 26 de febrero de 1976) es un exfutbolista colombiano. Jugaba como delantero.

## Trayectoria

### Envigado F. C.
Debutó en Envigado F.C. la temporada 1994 y se mantuvo ahí hasta 2004.

### Santa Fe
Después en el 2005 llegó a Santa Fe donde jugó muy poco.

### Pereira y Cúcuta
Luego llegó a jugar en Deportivo Pereira y Cúcuta Deportivo.

### América de Cali
La temporada 2008 y hasta mediados de 2009, jugó en América de Cali logrando un subcampeonato y el título del Finalización 2008 además destacadas participaciones en Copa Sudamericana y Libertadores.

### Pereira
Posteriormente, llega como refuerzo para el Deportivo Pereira, club del cual sale a comienzos de 2010.

### Junior
Llega a Junior dirigido por Diego Edison Umaña. Luego de ganar el Apertura 2010 anotando un gol en la final, sale del equipo por bajo rendimiento a final de año. Sin embargo se reintegra al grupo luego de arreglar con los directivos.
Con la llegada de Ameth Zafadi Gómez como nuevo director técnico del Junior en junio de 2011, Cortés es informado de que no va a continuar en el equipo para el siguiente semestre del año. Luego de la corta estadía de Pinto como DT del Junior, al preferir dirigir al combinado nacional de Costa Rica, causó la llegada de José 'Cheché' Hernández quien tomó en cuenta a Cortés y este le respondió con goles, 3 contra el Deportes Quindío (por el cual se ganó el apodo de Cortrés) y 2 al Deportivo Pereira esa temporada el Curo logra un nuevo título con los tiburones, haciéndose ídolo de la hinchada Juniorista.

### Águilas Doradas
Dejó el equipo tiburón en el 2012 para luego viajar de vuelta a Antioquia, jugando para las Águilas Doradas (cuando jugaban en Itagüi) por un tiempo. Vuelve al equipo de su debut en el año 2014 tras ser eliminados en los cuartos de final de la Liga Postobon 2014-I.

### Envigado F. C.
Volvió al equipo antioqueño tras diez años para afrontar el segundo semestre de 2014, pero las lesiones fueron un factor determinante para que el conjunto naranja terminara prescindiendo de sus servicios.

### Uniautónoma
En mayo de 2015, seis meses sin jugar tras su salida de Envigado, el conjunto barranquillero lo confirma como refuerzo de cara al segundo semestre, en donde Uniautónoma corría el riesgo de descender a la segunda categoría.

## Clubes
| Club                         | Div.                | Temporada           | Liga  | Liga  | Copas | Copas | Internacional | Internacional | Total | Total |
| Club                         | Div.                | Temporada           | Part. | Goles | Part. | Goles | Part.         | Goles         | Part. | Goles |
| ---------------------------- | ------------------- | ------------------- | ----- | ----- | ----- | ----- | ------------- | ------------- | ----- | ----- |
| Envigado F. C. · Colombia    | 1.ª                 | 1999-02 2000-04     | 234   | 40    | -     | -     | -             | -             | 234   | 40    |
| Envigado F. C. · Colombia    | 1.ª                 | 2014                | 16    | 3     | 4     | 0     | -             | -             | 20    | 3     |
| Envigado F. C. · Colombia    | Total club          | Total club          | 250   | 43    | 4     | 0     | -             | -             | 254   | 43    |
| Deportivo Pereira · Colombia | 1.ª                 | 2003 2006           | 56    | 18    | -     | -     | -             | -             | 56    | 18    |
| Deportivo Pereira · Colombia | 1.ª                 | 2009                | 23    | 1     | -     | -     | -             | -             | 23    | 1     |
| Deportivo Pereira · Colombia | Total club          | Total club          | 79    | 19    | 0     | 0     | 0             | 0             | 79    | 19    |
| Santa Fe · Colombia          | 1.ª                 | 2005                | 31    | 7     | -     | -     | -             | -             | 31    | 7     |
| Santa Fe · Colombia          | Total club          | Total club          | 31    | 7     | 0     | 0     | 0             | 0             | 31    | 7     |
| Cúcuta Deportivo · Colombia  | 1.ª                 | 2007                | 40    | 7     | -     | -     | 9             | 0             | 49    | 0     |
| Cúcuta Deportivo · Colombia  | Total club          | Total club          | 40    | 7     | 0     | 0     | 9             | 0             | 49    | 7     |
| América de Cali · Colombia   | 1.ª                 | 2008-09             | 60    | 15    | -     | -     | 11            | 4             | 71    | 19    |
| América de Cali · Colombia   | Total club          | Total club          | 60    | 15    | 0     | 0     | 11            | 4             | 71    | 19    |
| Junior · Colombia            | 1.ª                 | 2010                | 36    | 10    | -     | -     | 2             | 0             | 38    | 10    |
| Junior · Colombia            | 1.ª                 | 2011                | 32    | 9     | 5     | 0     | 7             | 1             | 44    | 10    |
| Junior · Colombia            | 1.ª                 | 2012                | 12    | 1     | 9     | 1     | 5             | 0             | 26    | 2     |
| Junior · Colombia            | Total club          | Total club          | 80    | 20    | 14    | 1     | 14            | 1             | 108   | 22    |
| Águilas Doradas · Colombia   | 1.ª                 | 2013                | 27    | 10    | -     | -     | 4             | 2             | 31    | 12    |
| Águilas Doradas · Colombia   | Total club          | Total club          | 27    | 10    | 0     | 0     | 4             | 2             | 31    | 12    |
| Uniautónoma · Colombia       | 1.ª                 | 2015                | 16    | 2     | -     | -     | -             | -             | 16    | 2     |
| Uniautónoma · Colombia       | Total club          | Total club          | 16    | 2     | 0     | 0     | 0             | 0             | 16    | 2     |
| Total en su carrera          | Total en su carrera | Total en su carrera | 583   | 123   | 18    | 1     | 38            | 7             | 639   | 131   |

## Palmarés

### Torneos nacionales
| Título              | Equipo          | País     | Año  |
| ------------------- | --------------- | -------- | ---- |
| Torneo Finalización | América de Cali | Colombia | 2008 |
| Torneo Apertura     | Junior          | Colombia | 2010 |
| Torneo Finalización | Junior          | Colombia | 2011 |